# Ansumana Jammeh
Ansumana „Ansu“ Jammeh (* 1974/1975; † 22. August 2020 in Kanifing Municipal, Serekunda) war ein gambischer Diplomat und Unternehmer.

## Leben
Jammeh war von 2006 bis 2008 Exekutivdirektor der Jammeh Foundation for Peace. Von 2008 bis 2014 war vom Präsidenten Yahya Jammeh  zum gambischen Botschafter in Katar ernannt. Von Juli 2015 bis November 2015 war er Geschäftsführer des Unternehmens im Sandabbau Alhamdulillah Petroleum Company (APAM) in Kartong und Brufut.
Im Mai 2016 wurde er wegen Amtsmissbrauchs, offizieller Korruption, Verschwörung und Wirtschaftsverbrechen strafrechtlich verfolgt, und er bekannte sich schuldig. Die Janneh Commission hatte bis 2019 gegen ihn ermittelt und sich darauf geeinigt, dass ein 2016 ergangener Beschluss des Obersten Gerichtshofs gegen ihn umgesetzt wird; dies bedeutete, dass er seine Immobilien in Bijilo und Old Yundum verlieren würde. Er wurde außerdem zu einer Geldstrafe von über 24 Millionen Dalasi verurteilt. Nach Angaben der Janneh-Kommission war Ansumana Jammeh in die Geschäfte des ehemaligen Präsidenten Jammeh verwickelt. Jammeh ging im Dezember 2019 vor dem Berufungsgericht, das lehnte ein Aufschub aber ab.
Jammeh starb im August 2020 in der Africmed clinic, nachdem er wegen hohen Blutdrucks in die Einrichtung eingeliefert worden war. Er wurde in Kanilai, dem Sitz der Familie Jammeh, beigesetzt.

## Familie
Ansumana Jammeh war der jüngere Halbbruder des ehemaligen Präsidenten Yahya Jammeh, sie hatten einen gemeinsamen Vater. Ansumanas Mutter ist Yassin.

## Auszeichnungen und Ehrungen
- 2010 – Member of the Order of the Republic of The Gambia (MRG)[12]